# مهمت اردم اوغورلو
مهمت اردم اوغورلو (انگلیسی: Mehmet Erdem Uğurlu؛ زادهٔ ۹ ژوئیهٔ ۱۹۸۸) بازیکن فوتبال اهل ترکیه است.
از باشگاه‌هایی که در آن بازی کرده‌است می‌توان به باشگاه فوتبال آنکاراگوچو، باشگاه ورزشی گوزتپه، و باشگاه فوتبال آنکارا اسپور اشاره کرد.